# 金浦駅
金浦駅（このうらえき）は、秋田県にかほ市金浦町字十二林（じゅうにばやし）にある、東日本旅客鉄道（JR東日本）羽越本線の駅である。

## 歴史
- 1922年（大正11年）6月30日：国鉄陸羽西線の駅として由利郡金浦町に開業[2]。
- 1924年（大正13年）4月20日：羽越線（後の羽越本線）に所属線を変更。
- 1971年（昭和46年）10月1日：貨物取り扱いを廃止[4]。
- 1981年（昭和56年）10月15日：荷物扱いを廃止し[5]。駅員無配置駅となり[6]、簡易委託化[3]。
- 1987年（昭和62年）4月1日：国鉄分割民営化により、東日本旅客鉄道（JR東日本）の駅となる[7]。
- 1998年（平成10年）
  - 3月11日：金浦町立図書館「こぴあ」との合築駅舎が完成し、駅舎部分を供用開始[8]。
  - 4月18日：金浦町立図書館がオープン[8]。
- 2024年（令和6年）10月1日：えきねっとQチケのサービスを開始[1][9]。

## 駅構造
単式ホーム1面1線と島式ホーム1面2線、計2面3線のホームを有する地上駅である。互いのホームは跨線橋で連絡している。
羽後本荘駅管理の簡易委託駅である。駅舎本屋は西側にあり、市立図書館（愛称：こぴあ）との合築となっている。
駅構内には、地域住民による駅そば店が営業している。

### のりば
| 番線 | 路線      | 方向 | 行先               |
| ---- | --------- | ---- | ------------------ |
| 1    | ■羽越本線 | 下り | 秋田方面           |
| 2    | ■羽越本線 | 上り | 酒田方面           |
| 3    | ■羽越本線 | 上り | 酒田方面（待避線） |

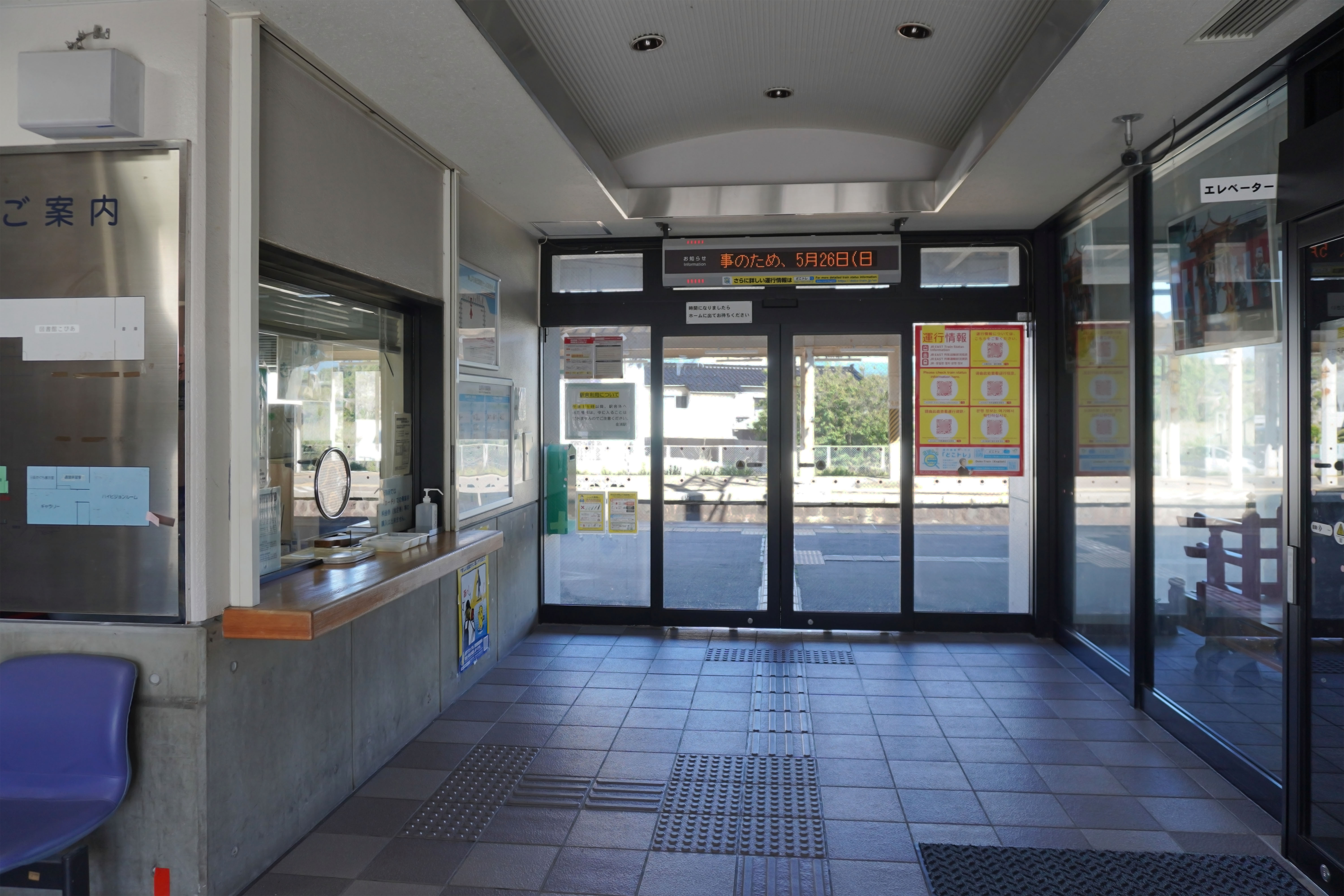
駅舎内（2024年5月）
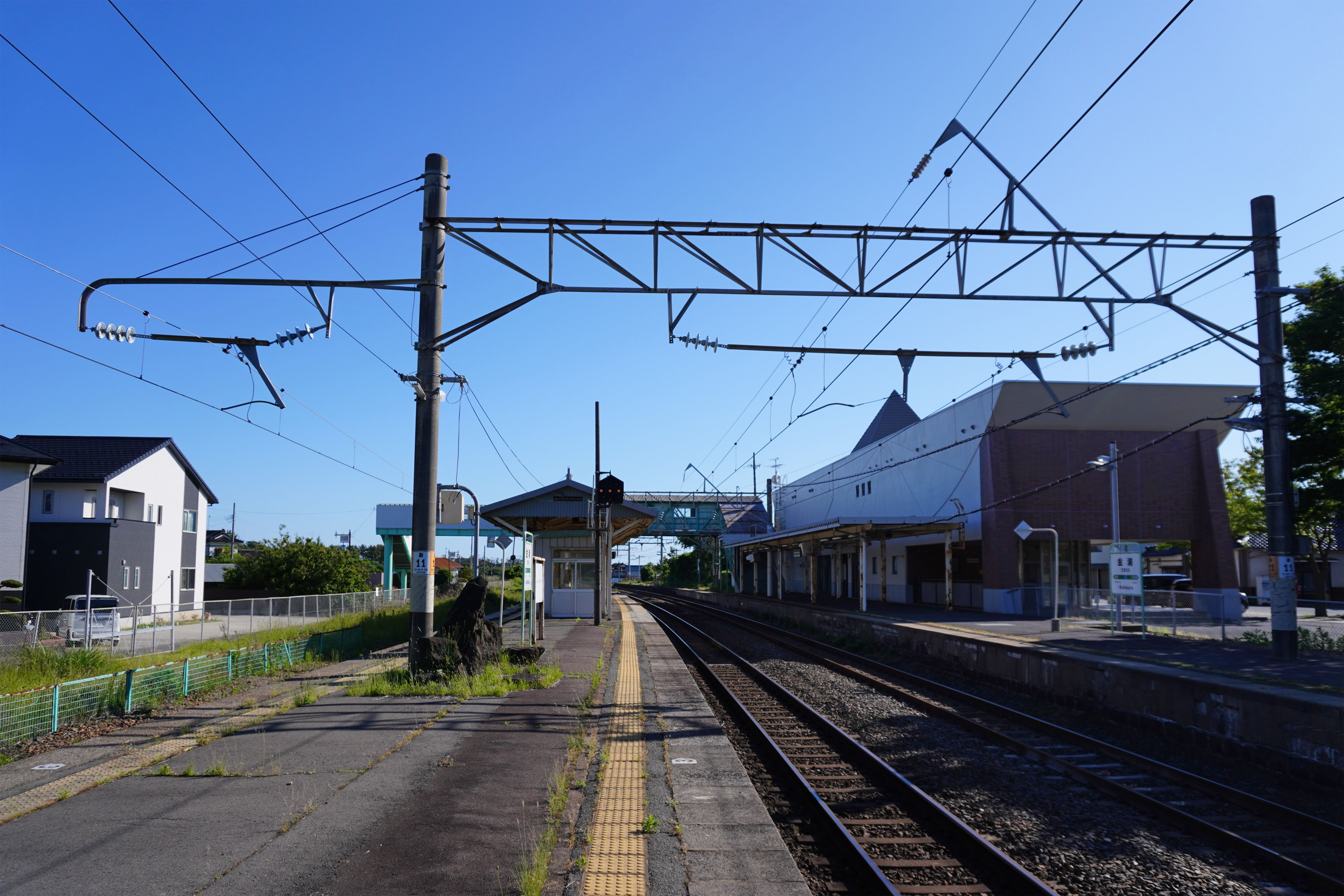
ホーム（2024年5月）

## 利用状況
JR東日本によると、2023年度（令和5年度）の1日平均乗車人員は117人である。
2000年度（平成12年度）以降の推移は以下のとおりである。
| 1日平均乗車人員推移 | 1日平均乗車人員推移 | 1日平均乗車人員推移 | 1日平均乗車人員推移 | 1日平均乗車人員推移 |
| 年度                | 定期外              | 定期                | 合計                | 出典                |
| ------------------- | ------------------- | ------------------- | ------------------- | ------------------- |
| 2000年（平成12年）  |                     |                     | 440                 | [ 利用客数 2 ]      |
| 2001年（平成13年）  |                     |                     | 445                 | [ 利用客数 3 ]      |
| 2002年（平成14年）  |                     |                     | 413                 | [ 利用客数 4 ]      |
| 2003年（平成15年）  |                     |                     | 391                 | [ 利用客数 5 ]      |
| 2004年（平成16年）  |                     |                     | 381                 | [ 利用客数 6 ]      |
| 2005年（平成17年）  |                     |                     | 352                 | [ 利用客数 7 ]      |
| 2006年（平成18年）  |                     |                     | 338                 | [ 利用客数 8 ]      |
| 2007年（平成19年）  |                     |                     | 324                 | [ 利用客数 9 ]      |
| 2008年（平成20年）  |                     |                     | 332                 | [ 利用客数 10 ]     |
| 2009年（平成21年）  |                     |                     | 315                 | [ 利用客数 11 ]     |
| 2010年（平成22年）  |                     |                     | 322                 | [ 利用客数 12 ]     |
| 2011年（平成23年）  |                     |                     | 307                 | [ 利用客数 13 ]     |
| 2012年（平成24年）  | 23                  | 288                 | 311                 | [ 利用客数 14 ]     |
| 2013年（平成25年）  | 25                  | 283                 | 308                 | [ 利用客数 15 ]     |
| 2014年（平成26年）  | 24                  | 260                 | 284                 | [ 利用客数 16 ]     |
| 2015年（平成27年）  | 24                  | 252                 | 276                 | [ 利用客数 17 ]     |
| 2016年（平成28年）  | 21                  | 223                 | 245                 | [ 利用客数 18 ]     |
| 2017年（平成29年）  | 21                  | 201                 | 222                 | [ 利用客数 19 ]     |
| 2018年（平成30年）  | 21                  | 169                 | 190                 | [ 利用客数 20 ]     |
| 2019年（令和元年）  | 19                  | 160                 | 179                 | [ 利用客数 21 ]     |
| 2020年（令和02年）  | 10                  | 111                 | 122                 | [ 利用客数 22 ]     |
| 2021年（令和03年）  | 12                  | 122                 | 134                 | [ 利用客数 23 ]     |
| 2022年（令和04年）  | 13                  | 109                 | 122                 | [ 利用客数 24 ]     |
| 2023年（令和05年）  | 12                  | 104                 | 117                 | [ 利用客数 1 ]      |

## 駅周辺
- 勢至公園
- 白瀬南極探検隊記念館
- 秋田県道290号小出金浦線
- 国道7号金浦バイパス
- にかほ市役所金浦庁舎（旧・金浦町役場）
- 金浦郵便局
- マックスバリュ金浦店（イオン東北運営）
- にかほ市立金浦小学校
- にかほ市消防本部
- 秋田しんせい農業協同組合金浦支店

## バス路線
- にかほ市コミュニティバス「大竹線」が「金浦駅前」を発着する。
- 羽後交通の路線バスが、「金浦駅前」で1系統（仁賀保高校線）、「金浦駅前角」で1系統（本荘・象潟線）、東京駅・新宿駅西口方面への夜行高速バス「エクスプレス鳥海号」が連絡している（2016年〈平成28年〉12月現在）。

## 隣の駅
東日本旅客鉄道（JR東日本）
■羽越本線
象潟駅 - 金浦駅 - 仁賀保駅

### 記事本文
1. 1 2 3 4  「駅の情報（金浦駅）：JR東日本」東日本旅客鉄道。2024年8月27日時点のオリジナルよりアーカイブ。2024年9月6日閲覧。
2. 1 2  「鐵道省告示第67号」『官報』1922年06月27日（国立国会図書館デジタルコレクション）
3. 1 2 3  「4駅が無人化に」『秋田魁新報』秋田魁新報社、1981年10月16日、朝刊、16面。
4. ↑  「陳情攻勢で“無人化”が後退 秋鉄局 日中だけ駅員配置 ただし本年度いっぱい」『秋田魁新報』秋田魁新報社、1971年9月29日、朝刊、12面。
5. ↑  「日本国有鉄道公示第89号」『官報』1981年10月14日。
6. ↑  「「通報」●羽越本線本楯駅ほか5駅の駅員無配置について（旅客局）」『鉄道公報』日本国有鉄道総裁室文書課、1981年10月14日、4面。
7. ↑  石野哲（編）『停車場変遷大事典 国鉄・JR編 Ⅱ』（初版）JTB、1998年10月1日、564頁。ISBN 978-4-533-02980-6。
8. 1 2 3  「金浦町の「こぴあ」 図書館が駅と一体に 併設形式東北2番目 きょうオープン」『秋田魁新報』秋田魁新報社、1998年4月18日、朝刊、22面。
9. ↑  「Suicaエリア外もチケットレスで! 東北エリアから「えきねっとQチケ」がはじまります (PDF)」（プレスリリース）、東日本旅客鉄道、2024年7月11日。2024年8月11日閲覧。
10. 1 2 3  「JR東日本：駅構内図・バリアフリー情報（金浦駅）」東日本旅客鉄道。2024年4月30日閲覧。

### 利用状況
1. 1 2  「各駅の乗車人員 2023年度 101位以下（7）| 企業サイト：JR東日本」東日本旅客鉄道。2025年7月17日閲覧。
2. ↑  「JR東日本：各駅の乗車人員（2000年度）」東日本旅客鉄道。2025年7月17日閲覧。
3. ↑  「JR東日本：各駅の乗車人員（2001年度）」東日本旅客鉄道。2025年7月17日閲覧。
4. ↑  「JR東日本：各駅の乗車人員（2002年度）」東日本旅客鉄道。2025年7月17日閲覧。
5. ↑  「JR東日本：各駅の乗車人員（2003年度）」東日本旅客鉄道。2025年7月17日閲覧。
6. ↑  「JR東日本：各駅の乗車人員（2004年度）」東日本旅客鉄道。2025年7月17日閲覧。
7. ↑  「JR東日本：各駅の乗車人員（2005年度）」東日本旅客鉄道。2025年7月17日閲覧。
8. ↑  「JR東日本：各駅の乗車人員（2006年度）」東日本旅客鉄道。2025年7月17日閲覧。
9. ↑  「JR東日本：各駅の乗車人員（2007年度）」東日本旅客鉄道。2025年7月17日閲覧。
10. ↑  「JR東日本：各駅の乗車人員（2008年度）」東日本旅客鉄道。2025年7月17日閲覧。
11. ↑  「JR東日本：各駅の乗車人員（2009年度）」東日本旅客鉄道。2025年7月17日閲覧。
12. ↑  「JR東日本：各駅の乗車人員（2010年度）」東日本旅客鉄道。2025年7月17日閲覧。
13. ↑  「JR東日本：各駅の乗車人員（2011年度）」東日本旅客鉄道。2025年7月17日閲覧。
14. ↑  「JR東日本：各駅の乗車人員（2012年度）」東日本旅客鉄道。2025年7月17日閲覧。
15. ↑  「各駅の乗車人員 2013年度 ベスト100以外（8）：JR東日本」東日本旅客鉄道。2025年7月17日閲覧。
16. ↑  「各駅の乗車人員 2014年度 ベスト100以外（8）：JR東日本」東日本旅客鉄道。2025年7月17日閲覧。
17. ↑  「各駅の乗車人員 2015年度 ベスト100以外（8）：JR東日本」東日本旅客鉄道。2025年7月17日閲覧。
18. ↑  「各駅の乗車人員 2016年度 ベスト100以外（8）：JR東日本」東日本旅客鉄道。2025年7月17日閲覧。
19. ↑  「各駅の乗車人員 2017年度 ベスト100以外（8）：JR東日本」東日本旅客鉄道。2025年7月17日閲覧。
20. ↑  「各駅の乗車人員 2018年度 ベスト100以外（8）：JR東日本」東日本旅客鉄道。2025年7月17日閲覧。
21. ↑  「各駅の乗車人員 2019年度 ベスト100以外（8）：JR東日本」東日本旅客鉄道。2025年7月17日閲覧。
22. ↑  「各駅の乗車人員 2020年度 101位以下（8）| 企業サイト：JR東日本」東日本旅客鉄道。2025年7月17日閲覧。
23. ↑  「各駅の乗車人員 2021年度 101位以下（8）| 企業サイト：JR東日本」東日本旅客鉄道。2025年7月17日閲覧。
24. ↑  「各駅の乗車人員 2022年度 101位以下（8）| 企業サイト：JR東日本」東日本旅客鉄道。2025年7月17日閲覧。